# Rico Nasty
Maria-Cecilia Simone Kelly (født 7. maj 1997), professionelt kendt som Rico Nasty, er en amerikansk rapper, sanger og sangskriver fra Maryland. Hun blev fremtrædende i 2018 med singler som "Smack a Bitch" og "Poppin".  
I gymnasiet begyndte Rico Nasty selv at udgive indhold i 2014 og havde udgivet fem solo- mixtapes i slutningen af 2017. Hun fik en lokal undergrundsfølge med SoundCloud -singler som "iCarly" og "Hey Arnold". Efter at have opnået bredere anerkendelse i 2018, fik hun er kontrat med Atlantic Records, hvor hun udgav sit femte mixtape, Nasty (2018). Dette blev efterfulgt af det kollaborative mixtape Anger Management (2019) med en lang tids partner Kenny Beats . Rico Nastys debutstudiealbum, Nightmare Vacation, blev udgivet i december 2020. Ricos syvende mixtape, Rx, skal udgives næste gang.

## Eksterne links
- Officiel hjemmeside
- Rico Nasty hos Allmusic (engelsk)
- Rico Nasty på Instagram